# ملاقات ابوت و کاستلو با پلیس‌های کی‌استون
ملاقات ابوت و کاستلو با پلیس‌های کی‌استون (انگلیسی: Abbott and Costello Meet the Keystone Kops) فیلمی به کارگردانی چارلز لمانت محصول سال ۱۹۵۵ کشور ایالات متحده آمریکا است.